# Dusty Hare
William Henry Hare (Newark-on-Trent, 29 de noviembre de 1952) es un exrugbista británico que se desempeñaba como fullback. Fue internacional con la Rosa de 1974 a 1984.
Tiene el récord mundial de puntos anotados en una carrera, aunque jugó de forma aficionada, con 7.337 puntos.

## Biografía
Se crio en una familia de agricultores y fue su trabajo hasta 2001, cuando vendió la granja en South Clifton (Nottinghamshire) para dedicarse completamente a ser entrenador profesional.
En su juventud también fue un buen jugador de críquet, jugando diez partidos de primera clase y siete de la Lista A para Nottinghamshire en los años 1970.
En 1988 fue nombrado miembro del Imperio Británico (MBE) por su contribución al deporte.
En 2001 empezó a trabajar como entrenador en las divisiones juveniles de los Leicester Tigers y más tarde fue nombrado jefe de ojeadores. En enero de 2010 se unió a los Northampton Saints como ojeador y en 2017 regresó a los Leicester Tigers.

## Selección nacional
Jugó su primer partido internacional en marzo de 1974 contra Gales y su último diez años más tarde, ganando 25 pruebas.

### Leones
En 1983 el escocés Jim Telfer lo convocó a los Leones Británicos e Irlandeses para participar de la gira por Nueva Zelanda. Fue reserva, por detrás del galés Gwyn Evans (suplente) y el irlandés Hugo MacNeill (titular), por lo que no jugó ningún partido de prueba.

## Palmarés
- Campeón del Torneo de las Seis Naciones de 1980.
- Campeón de la Premiership Rugby de 1987–88.
- Campeón de la Anglo-Welsh Cup de 1978–79, 1979–80 y 1980–81.